# Szymon Koszyk
Szymon Koszyk (ur. 3 lipca 1891 w Zaodrzu, zm. 11 sierpnia 1972 w Opolu - Zaodrzu) – polski publicysta, działacz narodowy i społeczny związany ze Śląskiem Opolskim, pierwszy burmistrz Głuchołaz w okresie po II wojnie światowej.

## Życiorys
Ukończył szkołę nauczycielską w Prószkowie oraz szkołę we Włoszech. Współpracował z "Gazetą Opolską" i pismem "Der Weisse Adler". Wcielony w 1914 do armii niemieckiej podczas I wojny światowej. Walczył pod Verdun, gdzie został ciężko ranny. Zdezerterował z armii niemieckiej w 1918. Ukrył się w Tarnowie gdzie wyszkolił oddział wojska, z którym zdobył miejscowe koszary austriackie. W 1919 wrócił do Opola skąd został wydelegowany jako konsultant do Paryża na konferencję pokojową. Po I powstaniu śląskim założył w Gosławicach drużynę skautową pod nazwą Towarzystwo Skautów Opolskich; organizacja pozostała niezależna względem promowanego przez Polski Komisariat Plebiscytowy Związku Harcerstwa Polskiego, ale podporządkowała się mu organizacyjnie.
W 1920 zorganizował w Opolu pochód w dniu 3 maja 1920, który skończył się starciem z niemieckimi bojówkami. W okresie od sierpnia 1920 do lutego 1921 był dowódcą POW na powiat opolski. 
W III powstaniu śląskim dowódca I baonu opolskiego, następnie pracował w sztabie dowództwa podgrupy "Linke". Powstańcze oddziały gr. "Linke" składały się w dużej części z niemieckojęzycznych Ślązaków, sam dowódca Szymon Koszyk po polsku mówił słabo. Do legend powstańczych należy historia, gdy w starciach pod Opolem schwytano polskojęzycznego "orgesza" (członka organizacji "Orgesch" Georga Eschericha), walczącego przeciw Polsce, ten po polsku błagał o litość, Szymon Koszyk zaś po niemiecku: "Du verfluchte Hund, sprich deutsch, ich verstehe nicht polnisch!" ("przeklęty psie, mów po niemiecku, ja nie rozumiem po polsku!").
W 1923 został aresztowany we Frankfurcie nad Menem pod zarzutem szpiegostwa. Po 3 latach został uwolniony na skutek interwencji nuncjusza apostolskiego i powrócił na Górny Śląsk. Od 1926 pracował w Urzędzie Wojewódzkim w Katowicach i redagował "Tygodnik Ilustrowany", "Zwrot" i "Polonię".
W czasie II wojny światowej ukrywał się na Kresach i w Krakowie. Był w tym czasie członkiem tajnej organizacji Nowy Węgiel. Od 4 maja 1945 do końca 1947 pełnił funkcję burmistrza Głuchołaz, gdzie wydał "Kalendarz Głuchołaski na rok 1946", po czym wrócił do Opola, gdzie pracował w prasie.
Współtwórca Archiwum Miejskiego w Opolu, gdzie pracował w latach 1948–1951. Wcześniej, w latach 30. pracował jako archiwista w Archiwum Biura Sejmu Śląskiego w Katowicach oraz w Archiwum Książąt Pszczyńskich w Pszczynie.
Członek Związku Literatów Polskich, Towarzystwa Rozwoju Ziem Zachodnich, Instytutu Śląskiego, ZBoWiD i PTTK. Od 1957 na emeryturze. W 1971 został odznaczony Orderem Sztandaru Pracy I klasy. Zmarł w 1972.

## Twórczość[5]
- Pieśni Skautów Opolskich (1920) (debiut)
- Pogwarki Opolski (gawędy i przyczynki folklorystyczne)
- Opolanie w bitwie pod Grunwaldem (szkic historyczny)